# Lista chorążych reprezentacji Wybrzeża Kości Słoniowej na igrzyskach olimpijskich
Lista chorążych reprezentacji Wybrzeża Kości Słoniowej na igrzyskach olimpijskich – lista zawodników i zawodniczek reprezentacji Wybrzeża Kości Słoniowej, którzy podczas ceremonii otwarcia nowożytnych igrzysk olimpijskich nieśli flagę Wybrzeża Kości Słoniowej.

## Chronologiczna lista chorążych
| Lp. | Rok i miejsce     | Chorąży               | Dyscyplina    |
| --- | ----------------- | --------------------- | ------------- |
| 1   | 1964, Tokio       | b.d.                  |               |
| 2   | 1968, Meksyk      | b.d.                  |               |
| 3   | 1972, Monachium   | Simbara Maki          | Lekkoatletyka |
| 4   | 1976, Montreal    | b.d.                  |               |
| 5   | 1984, Los Angeles | Avognan Nogboun       | Lekkoatletyka |
| 6   | 1988, Seul        | b.d.                  |               |
| 7   | 1992, Barcelona   | b.d.                  |               |
| 8   | 1996, Atlanta     | Jean-Olivier Zirignon | Lekkoatletyka |
| 9   | 2000, Sydney      | Ibrahim Meité         | Lekkoatletyka |
| 10  | 2004, Ateny       | Mariam Bah            | Taekwondo     |
| 11  | 2008, Pekin       | Amandine Allou Affoué | Lekkoatletyka |
| 12  | 2012, Londyn      | Ben Youssef Méité     | Lekkoatletyka |
| 13  | 2016, Rio         | Murielle Ahouré       | Lekkoatletyka |
| 14  | 2020, Tokio       | Marie-Josée Ta Lou    | Lekkoatletyka |
| 14  | 2020, Tokio       | Cheick Sallah Cissé   | Taekwondo     |